# Fusão nuclear
Fusão nuclear é o processo no qual dois ou mais núcleos atômicos se juntam e formam um outro núcleo de maior número atômico. A fusão nuclear requer muita energia para acontecer, e geralmente libera muito mais energia do que a que consome. Quando ocorre com elementos mais leves que o ferro e o níquel (que possuem as maiores forças de coesão nuclear de todos os átomos, sendo portanto mais estáveis) ela geralmente libera energia, e com elementos mais pesados ela consome. Até hoje, início do século XXI, ainda não foi encontrada uma forma de controlar comercialmente a fusão nuclear, como acontece com a fissão, embora existam laboratórios de pesquisa que utilizam reatores de fusão nuclear em pesquisas científicas. Um projeto que caminha para a demonstração da viabilidade comercial do uso da fusão nuclear controlada é o ITER.
O principal tipo de fusão que ocorre no interior das estrelas é o de hidrogênio em hélio, onde quatro prótons se fundem em uma partícula alfa (um núcleo de hélio), liberando dois pósitrons, dois neutrinos e energia. Mas, dentro desse processo, ocorrem várias reações individuais, que variam de acordo com a massa da estrela. Para estrelas do tamanho do Sol ou menores, a cadeia próton-próton é a reação dominante. Em estrelas de massa elevada predomina o ciclo CNO.
A fusão de deutério e trítio (isótopos do hidrogênio) pode gerar nêutrons, o que é perigoso e torna o processo menos eficaz. A fusão aneutrônica (sem geração de nêutrons) é possível com o uso de elementos como o hélio-3 (raro na Terra), lítio e boro (abundantes na superfície terrestre), entre outros.
Vale ressaltar que há conservação da energia, e, portanto, pode-se calcular a massa dos quatro prótons e do núcleo de hélio, e subtrair a soma das massas das partículas iniciais daquela do produto desta reação nuclear para calcular a energia produzida.
Utilizando a equação E=mc², pode-se calcular a energia liberada, oriunda da diferença de massas. Uma vez que o valor de c é muito grande (cerca de 3×108 m/s), mesmo uma massa muito pequena corresponde a uma enorme quantidade de energia. Este fato levou muitos engenheiros e cientistas a iniciar projetos para o desenvolvimento de reatores de fusão (Tokamaks) de modo a gerar eletricidade (por exemplo, a fusão de poucos cm³ de deutério, um isótopo de hidrogênio, produziria uma energia equivalente àquela produzida pela queima de 20 toneladas de carvão).

## Requisitos para a fusão
Uma substancial barreira de energia deve ser vencida antes que a fusão possa ocorrer. A grandes distâncias, dois núcleos expostos se repelem mutuamente devido à força eletrostática que atua entre seus prótons positivamente carregados. Se os núcleos puderem ser aproximados suficientemente, porém, a barreira eletrostática pode ser sobrepujada pela força nuclear forte a qual é mais poderosa a curta distância do que a repulsão eletromagnética.
|                                                                                            | |
| 1: o deutério e o trítio são acelerados até uma velocidade que permita o início da reação. | 2: é criado um núcleo instável de He5. 3: a ejeção de um nêutron e a expulsão de um núcleo de He4. |

Quando uma partícula tal como o próton ou nêutron é adicionado a um núcleo, ele é atraído pelos outros núcleons, mas principalmente por seus vizinhos imediatos devido à força de curto alcance. Os núcleons no interior do núcleo têm mais vizinhos do que aqueles na sua superfície. Desde que núcleos menores têm uma grande razão de superfície para volume, a energia de ligação por núcleon devido à força nuclear forte geralmente aumenta como o aumento do tamanho do núcleo, mas atinge um valor limite que corresponde à vizinhança do núcleon totalmente preenchida.
A força eletrostática, por outro lado, é uma força proporcional ao inverso do quadrado da distância; então, um próton adicionado ao núcleo ira sentir uma repulsão eletrostática de todos os prótons no núcleo. A energia eletrostática por núcleon devido à força eletrostática irá portanto aumentar independentemente do tamanho do núcleo.
O resultado combinado destas duas forças opostas é que a energia de ligação por núcleon geralmente aumenta com o aumento de tamanho do átomo, para elementos até com núcleo do tamanho de ferro e níquel, e diminui para núcleos mais pesados. Eventualmente, a energia de ligação se torna negativa e núcleos muitos pesados não são estáveis. Os quatro núcleos blindados mais compactos, em ordem decrescente de energia de ligação, são 62Ni, 58Fe, 56Fe e 60Ni . Embora o isótopo do Níquel 62Ni seja o mais estável, o isótopo do Ferro 56Fe é uma ordem de magnitude mais comum. Isto é devido em grande parte à grande razão de desintegração do 62Ni no interior de estrelas conduzida pela absorção de fótons.

Fusão aneutrônica de lítio-6 + deutério. Reação na qual a energia liberada é transportada por partículas alfa e não por nêutrons sendo, portanto, livre de radiações nocivas.

Uma notável exceção a esta regra geral é o núcleo do hélio-4, cuja energia de ligação é maior que a do lítio, o próximo elemento mais pesado. O princípio de exclusão de Pauli provê uma explicação para este comportamento excepcional – isto se dá porque os prótons e nêutrons são férmions, eles não podem coexistir exatamente no mesmo estado. Cada estado energético de um próton ou nêutron em um núcleo pode acomodar uma partícula de spin para abaixo e outra de spin para acima. O Hélio-4 tem uma banda de energia de ligação anormalmente grande porque seu núcleo consiste de dois prótons e dois nêutrons; então todos os núcleons dele podem estar em um estado fundamental. Qualquer núcleon adicional deverá ir para um estado energético alto.
A situação é similar se dois núcleos são colocados juntos. Ao se aproximarem, todos os prótons em um núcleo repelem todos os prótons do outro, até o ponto em que os dois núcleos entrem em contato para que a força nuclear forte domine. Consequentemente, mesmo quando o estado de energia final é mais baixo, há uma grande barreira energética que deve ser ultrapassada primeiro. Na química, este fato é conhecido como energia de ativação. Em física nuclear ele é chamado de barreira de Coulomb.
A barreira de Coulomb é menor para os isótopos do hidrogênio – eles contêm uma única carga positiva em seus núcleos. Um bipróton não é estável, então os nêutrons devem ser envolvidos, de forma a produzir um núcleo de hélio.
Usando combustível deutério-trítio, a barreira de energia resultante é de cerca de 0,1 MeV. Em comparação, a energia necessária para remover um elétron do hidrogênio é 13,6 eV, cerca 7 500 vezes menos energia. O resultado (intermediário) da fusão é um núcleo instável de 5He, o qual imediatamente ejeta um nêutron com 14,1 MeV. A energia recuperada do núcleo de 4He remanescente é 3,5 MeV, então a energia total liberada é 17,6 MeV. Isto é muitas vezes mais que a barreira de energia a ser transposta.
Se a energia para iniciar a reação vem da aceleração de um núcleo, o processo é chamado de fusão por projétil-alvo; se ambos os núcleos são acelerados, isto é fusão projétil|projétil. Se o núcleo faz parte de um plasma próximo ao equilíbrio térmico, denominamos fusão termonuclear. A temperatura é uma medida da energia cinética média das partículas, então por aquecimento o núcleo deverá ganhar energia e eventualmente transpor a barreira de 0,1 MeV. A conversão das unidades entres elétron-volts e kelvins mostra que esta barreira será transposta quando a temperatura ultrapassar 1 GK, obviamente uma temperatura muito alta.
Há dois fatos que podem diminuir a temperatura necessária. Um é o fato que a temperatura é uma média da energia cinética, implicando que alguns núcleos a esta temperatura poderão já ter uma energia maior que 0,1 MeV, enquanto outros um pouco menos. Estes núcleos na faixa de alta-energia da distribuição de velocidade participam da maioria das reações de fusão. O outro efeito é o tunelamento quântico. O núcleo não precisa sempre ter bastante energia, podendo atravessar, por efeito túnel, a barreira restante. Por esta razão, combustíveis a temperaturas menores podem experimentar eventos de fusão, a uma taxa mais baixa.

A fusão de reação de deutério-trítio aumenta sua taxa rapidamente com a temperatura até ela se maximizar a 70 keV. (800 milhões kelvins) e então gradualmente descende.

A seção de choque da reação (σ), é uma medida da probabilidade da reação de fusão como função da velocidade relativa dos dois núcleos reagentes. Se os núcleos têm uma distribuição de velocidade, por exemplo, uma distribuição térmica, então é vantajoso fazer uma média sobre as distribuições do produto da seção de choque e da velocidade. A taxa de reação (fusões por volume por tempo) é <σv> vezes o produto da densidade numérica dos participantes:
{\displaystyle f=n_{1}n_{2}\langle \sigma v\rangle }
Se um tipo de núcleo está reagindo com si próprio, tal como a reação DD, então o produto  {\displaystyle n_{1}n_{2}} pode ser substituído por {\displaystyle (1/2)n^{2}}.
{\displaystyle \langle \sigma v\rangle } aumenta de praticamente zero em temperatura ambiente, até valores significativos em temperaturas da ordem de 10 - 100 keV. A estas temperaturas, bem acima da energia de ionização típica (13,6 eV no caso do hidrogênio), os núcleos reagentes da fusão existem em um estado de plasma.
O significado de {\displaystyle \langle \sigma v\rangle } como função da temperatura, em um dispositivo com um determinado tempo de confinamento da energia, é determinado pela utilização do critério de Lawson.

### Processo de Fusão

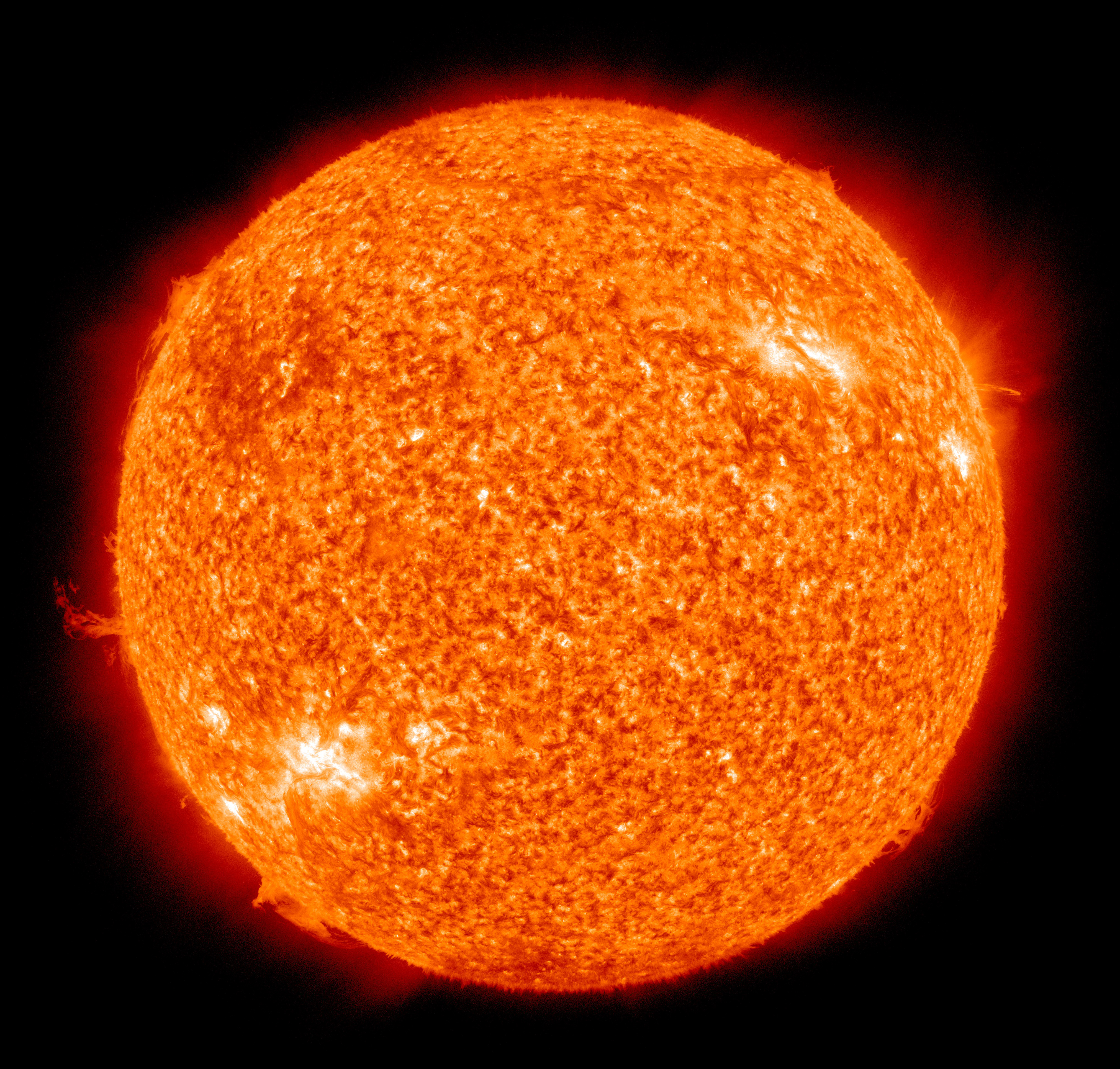
O Sol esta em constante processo de fusão de núcleos

O mecanismo de fusão é quase o inverso do mecanismo de fissão nuclear: núcleos leves e rápidos podem colidir, e fundir para formar núcleos mais pesados, sendo que há também uma quantidade considerável de energia liberada nesse processo. Essa energia está associada à dissipação de calor, depende diretamente das massas dos parceiros envolvidos na reação e tem suas propriedades relacionadas com a matéria nuclear, isto é, para que ocorra a fusão, alguns requisitos devem ser satisfeitos pelos parceiros envolvidos no processo:
- 1) a energia cinética dos núcleos da reação deve ser grande para possibilitar o aumento da probabilidade de penetração na barreira coulombiana; esse processo ocorre em núcleos muito leves, a uma temperatura da ordem de 107K, estando, então, os átomos completamente ionizados, prefigurando um estado de plasma.[2]

- 2) a densidade de matéria presente nas temperaturas envolvidas na reação de fusão deve ser extremamente alta.

O interior das estrelas, em especial o sol, dispõe de todo cenário propício a esse tipo de reação, a densidade do interior do sol é de cerca de 1 000 g/cm3 a uma temperatura de 1,5 x 107K. A Figura representa a reação de fusão de hidrogênio em hélio, que ocorre no interior das estrelas e que esteve presente no início da formação do universo, na nucleossíntese primordial
{\displaystyle H^{1}+H^{1}\rightarrow H^{2}+e^{+}+\nu +0,42{\text{ MeV}}}
{\displaystyle H^{2}+H^{1}\rightarrow H^{3}+\gamma +\nu +5,49{\text{ MeV}}}
{\displaystyle H^{3}+H^{3}\rightarrow H^{4}+2H^{1}+\gamma +12,86{\text{ MeV}}}
Conforme a temperatura, núcleos mais pesados podem ser formados.  

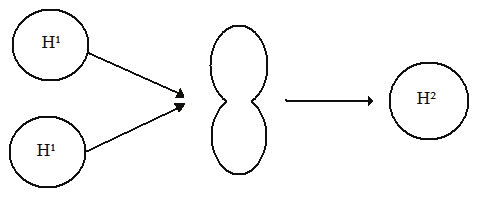
Esquema de reação de fusão nuclear em que dois prótons se fundem para gerar o dêuteron.

As principais vantagens em relação aos atuais reatores de fissão são:
- Combustível de fácil obtenção e em grande quantidade, o deutério pode ser obtido da água do mar e trítio obtido no próprio reator de fusão a partir do lítio, o urânio utilizado na fissão é muito raro e de difícil extração;
- A fusão é um processo mais seguro que a fissão, uma vez que a quantidade de combustível empregado é menor, sem liberação descontrolada de energia e as taxas de radiação emitidas são inferiores à taxa de radiação natural que incide na superfície terrestre;
- Menor produção de lixo nuclear comparado à fissão, além do que o lixo proveniente da fusão não é matéria prima para fabricação de armas nucleares, como no caso da fissão. Atualmente, a NASA tem investido em pesquisas na construção de reatores nucleares de fusão para gerar energia para foguetes espaciais. Propulsores a fusão seriam mais eficientes e tornariam os foguetes mais velozes, além de propiciar viagens mais longas, uma vez que o combustível (hidrogênio) seria gerado de forma ilimitada no processo.[2]

## Fusão em plasma
Em primeiro lugar, recordemos que a colisão de dois núcleos de deutério gera um núcleo de Hélio mais um nêutron e libera uma energia de 5,12 x 10−13 Joules (3,2 Mev). Se esta energia fosse transferida para um grama de água, na forma de calor, a temperatura da água aumentaria de apenas 1,26 x 10−13 °C. Portanto, para se ter um aumento significativo de temperatura da água, gerar vapor e movimentar as turbinas de uma Usina de Energia, necessitamos de um número muito grande de reações de Fusão.
Resta então a questão: Como obter este grande número de reações? A resposta óbvia é: coloque o maior número possível de núcleos de deutério em condições de reação. Muito fácil de responder, mas anos e anos de pesquisa em física de plasma demonstram que é muito difícil fazê-lo.
Para entender as dificuldades vamos tomar, apenas por hipótese, uma certa quantidade de átomos de deutério em estado sólido. Obviamente, um grama de deutério tem um número muito grande de átomos que, se reagissem, forneceriam muita energia. No entanto, os átomos de deutério em estado sólido estão praticamente parados e não têm energia cinética suficiente para vencer a repulsão coulombiana. Portanto, não estão em condições de realizar uma reação de fusão.
Para vencer a repulsão coulombiana deve-se aumentar a energia cinética dos átomos de deutério, o que pode ser feito aquecendo-se o sólido. Ao aumentarmos a temperatura, o sólido sofre uma transição de fase transformando-se primeiramente num líquido e depois num gás. Num gás, uma percentagem grande das partículas tem uma energia cinética próxima da energia cinética média que é proporcional à temperatura:
{\displaystyle E_{\text{cinmédia}}={\Bigg (}{\frac {3}{2}}{\Bigg )}kT}
(onde k é a constante de Boltzmann e T é a temperatura medida em kelvin). Assim, para vencer a repulsão coulombiana, o nosso gás de deutério deve estar a uma temperatura de aproximadamente 116 000 000 graus Celsius. (Isto corresponde a uma energia cinética média de 10 keV.)
Esta temperatura elevada traz consigo algumas perguntas. Como aquecer um gás a esta temperatura? Como confinar um gás tão quente? Será que a matéria não se modifica a temperaturas tão altas? As duas primeiras perguntas parecem ter uma natureza tecnológica, no entanto, a sua solução só poderá ser obtida se soubermos mais sobre a terceira indagação cuja natureza científica é evidente. Um primeiro aspecto a ser considerado é que, após uma certa temperatura, um gás usualmente constituído de átomos e moléculas sofre transformações, pois os elétrons são arrancados dos átomos e as moléculas se quebram devido à violência dos choques. Em temperaturas da ordem de 20 000 a 30 000 °C não haverá mais átomos e moléculas, mas apenas íons e elétrons viajando e se chocando em velocidades fantásticas.
Estes íons e elétrons não mais se comportarão como um gás, visto que, além das colisões, sentirão os efeitos do campo elétrico e magnético devido às suas cargas e correntes. Isto caracteriza um novo estado da matéria denominado plasma pelos físicos americanos Langmuir e Tonx em 1923.
Portanto, em busca das condições adequadas de confinamento e temperatura para ocorrência de fusões nucleares, nos deparamos naturalmente com este novo estado da matéria que é o plasma. Um estudo das características do plasma vai nos permitir inclusive entender como é possível manter uma certa quantidade de substância confinada a temperaturas tão altas.

### Características fundamentais do plasma e suas implicações
Um plasma se caracteriza por ser um gás altamente ionizado, quase neutro e não se encontrar em equilíbrio térmico. A primeira característica (alta ionização) já foi discutida. A quase neutralidade se refere ao fato de que, embora a carga total num plasma (cargas positivas dos íons mais cargas negativas dos elétrons) seja praticamente nula, existem regiões onde se pode ter acúmulos significativos de cargas formando zonas não neutras.
As regiões onde isso ocorre têm dimensões pequenas em comparação com as dimensões totais do plasma. O acúmulo de cargas (positivas ou negativas) vai afetar as colisões entre os íons e elétrons, pois cria pontos de atração e/ou repulsão e estabelece campos de força. Deste modo, o movimento de uma partícula se modificará apenas por choques com contato direto, mas poderão ainda sentir os efeitos da presença de partículas distantes através dos campos de força.
A quase-neutralidade pode ainda gerar movimentos coerentes de um grande número de partículas. Estes movimentos, denominados movimentos coletivos, ocorrem, por exemplo, quando um número grande de íons (cargas positivas) se separa de um número grande de elétrons. Nesta situação, surgem forças atrativas que tendem a restaurar a neutralidade, isto é, aproximam as cargas opostas. Isto causa um movimento oscilatório no qual as cargas opostas se aproximam e se afastam. A aplicação de campos externos pode também gerar movimentos coletivos tais como correntes ou mesmo ondas. Portanto, um plasma difere muito de um gás, pois neste último as partículas só sentem a presença das outras quando sofrem uma colisão. Num plasma as interações de longo alcance geradas pelos campos fazem com que os movimentos de partículas distantes sejam correlacionados. Existem dentro de um plasma dois processos competitivos: de um lado os movimentos coletivos e do outro as colisões.
As colisões tendem a destruir a coerência, isto é, a natureza ordenada dos movimentos coletivos, pois espalham as partículas erraticamente. Num projeto de fusão nuclear em plasma se pretende obter uma solução de compromisso entre os dois processos. Isto é, pretende-se utilizar a coerência dos movimentos coletivos para propiciar um número grande de colisões que gerem fusão. Como os dois processos são antagônicos esta solução de compromisso não é fácil.